# عبد اللطيف هلال
عبد اللطيف هلال (مواليد سنة 1940، الدار البيضاء - 27 يناير 2022) ممثل مغربي، يعتبر ضمن فناني الرعيل الثاني للحركة المسرحية بالمغرب.

## مسيرته
اشتغل عبد اللطيف هلال بسلك التعليم، لكنه استقال منه ليتفرغ للمسرح، حيث بدأ سنة 1963 رفقة مصطفى التومي في مسرحيات (كاليغولا، الحقيقة ماتت، مونسيرا، وغيرها). وفي سنة 1967 سيحترف هلال المسرح عبر التحاقه بفرقة «مسرح الناس» لمؤسسها الرائد الطيب الصديقي. واستطاع خلق اسم له وسط الأسماء البارزة آنذاك، ومن ثم أصبح له حضور دائم على خشبات المسارح والشاشتين الصغرى والكبرى.
شارك مع الطيب الصديقي في عدة أعمال مثل: خرافة المسكين، السفود، كان يا مكان، السحر الأحمر. لكن ذاكرة المسرح المغربي تحتفظ له بعملين متميزين: أولهما مسرحية «بديع الزمان الهمداني» والتي قدمت في عرضها الأول والأخير بالجزائر في إطار «المهرجان الأفريقي للمسرح»، كما شارك في الملاحم الوطنية رفقة الصديقي منها: نحن، خلود، المسيرة الخضراء، المولى إدريس الأكبر، النور والديجور، المغرب واحد.
وسجّل حضوره في الدراما المغربية من خلال الأعمال التالية: المرحوم، رصيف السكة، ظلال الماضي، التضحية، الأخطاء السبعة، المنحرف،
النويعرة، المدعوون. كما شارك في الدراما العربية في عدة أعمال منها: عرب لندن للمخرج السوري أنور قوادري، صقر قريش وربيع قرطبة مع المخرج السوري حاتم علي. وفي السينما شارك في عدة أعمال مغربية وأجنبية من بينها الفيلم الروماني ذراعي أفروديت، والرسالة للراحل مصطفى العقاد، وأين تخبئون الشمس للمغربي عبد الله المصباحي رفقة نادية لطفي وعادل أدهم ونور الشريف، والحياة كفاح مع الموسيقار عبد الوهاب الدكالي وإخراج محمد التازي، وفيلم أفغانستان لماذا لعبد الله المصباحي، ومكتوب لنبيل عيوش، وجارات أبي موسى لمحمد عبد الرحمن التازي.

## وفاته
توفي عبد اللطيف هلال، يوم الخميس 27 يناير 2022، عن عمر ناهز 82 عاماً، بعد معاناة من مضاعفات مرض فقر الدم والقلب، التي أدخلته إحدى المصحات الخاصة بمدينة الدار البيضاء.

## روابط خارجية
- عبد اللطيف هلال على موقع IMDb (الإنجليزية)
- عبد اللطيف هلال على موقع قاعدة بيانات الأفلام العربية
- عبد اللطيف هلال على موقع قاعدة بيانات الفيلم (الإنجليزية)